# Willgodt Odhner

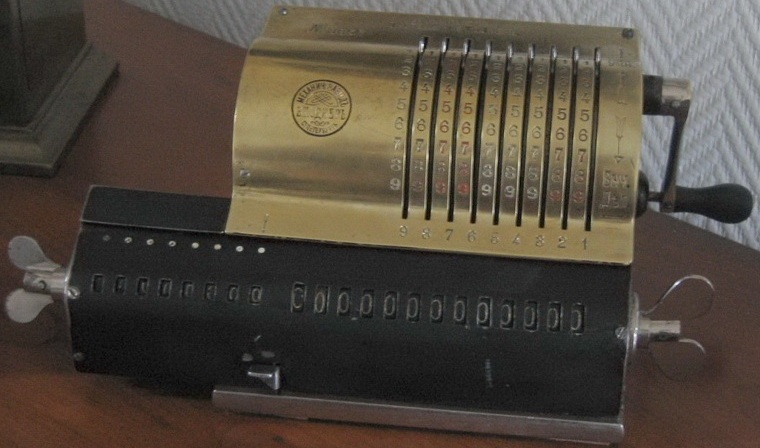
Maszyna licząca konstrukcji Odhnera

Willgodt Odhner (ur. 1845, zm. 1905) – szwedzki inżynier i przedsiębiorca. Skonstruował maszynę liczącą – arytmometr. Pracował i mieszkał w Rosji, w Petersburgu. 
Swój arytmometr zbudował w 1874 roku. Maszyna Odhnera zbudowana była na zasadzie tzw. zębatki o zmiennej liczbie zębów. To rozwiązanie techniczne zostało nazwane później tarczą Odhnera. Umożliwiło to budową maszyn o bardziej zwartej konstrukcji. Produkcja arytmometrów jego konstrukcji została rozpoczęta w Petersburgu w 1891 roku. Wiele europejskich firm produkowało maszyny tej konstrukcji do lat siedemdziesiątych dwudziestego wieku.
Maszyna licząca Odhnera popularnie nazywana była Brunsviga.